# دزموند داس
دزموند تامس داس (انگلیسی: Desmond Thomas Doss؛ ۷ فوریهٔ ۱۹۱۹ – ۲۳ مارس ۲۰۰۶) سرجوخه‌ای در نیروی زمینی ایالات متحده آمریکا بود که به عنوان بهیار یک گروهان پیاده در جنگ جهانی دوم فعالیت می‌کرد. او پس از درخشش در نبرد اوکیناوا، اولین و تنها مخالف جنگی شد که موفق به دریافت مدال‌های افتخاری برای کارهایی فراتر از انجام وظیفه در طول جنگ گردیده‌است. او باور بر این داشت که انسان نباید انسان دیگری را بکشد؛ بر همین عقیده بود که سربازان و فرماندهان او را مسخره می‌کردند. او در طول خدمت در دوران جنگ توانست جان ۷۵ سرباز را در میدان جنگ نجات دهد.

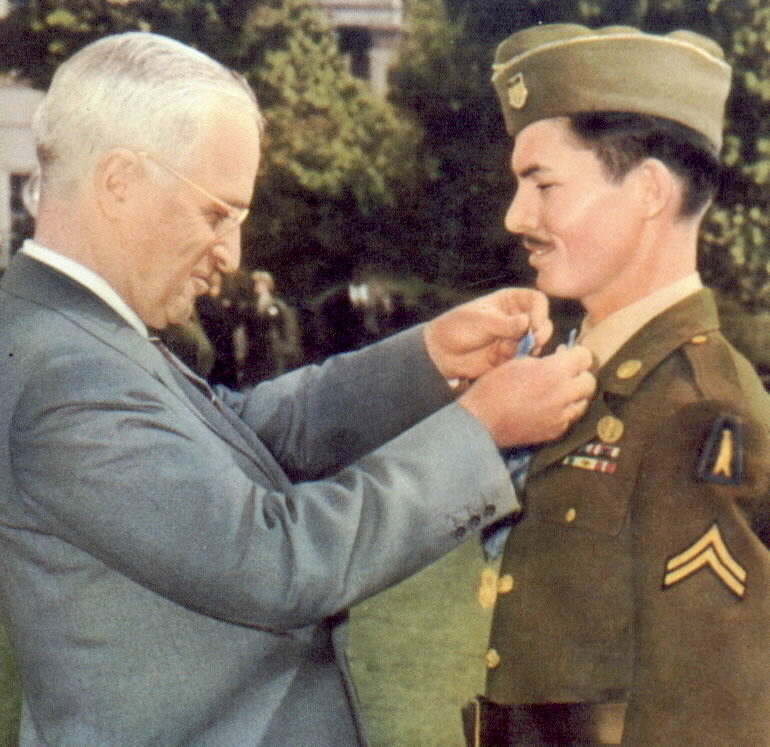
دریافت نشان افتخار آزادی رئیس‌جمهوری از دست هری ترومن

## فیلم
مل گیبسون فیلم ستیغ هک‌سا را با بازی اندرو گارفیلد در خصوص زندگی و سرگذشت وی کارگردانی کرد که در سال ۲۰۱۶ اکران شد. این فیلم برندهٔ دو جایزهٔ اسکار شد.